# Бови, Лесли
Лесли Бови (англ. Leslie Bovee, настоящее имя — Лесли Ванер, англ. Leslie Wahner, род. 1 мая 1949, Бенд, Орегон) — американская порноактриса, член Залов славы AVN и XRCO.

## Биография
Родилась 1 мая 1949 года в Орегоне. Окончив школу, некоторое время работала стюардессой. Дебютировала в порноиндустрии в 1976 году, в возрасте 27 лет, первый фильм — Carnal Haven режиссёра Троя Бенни (Troy Benny).
Снималась для таких студий, как Alpha Blue, Caballero, VCA Pictures, LBO Entertainment, Cal Vista, Mitchell Brothers, Penguin Productions, Erotic Video Network, Xtra Vision, Essex Home Video, VCR и Metro.
8 августа 1978 года была арестована во время рекламной кампании своего фильма Sex World в Хьюстоне (штат Техас) за «непристойные и аморальные танцы».
Ушла из индустрии в 1982 году, снявшись в общей сложности в 73 фильмах .
В 1987 году была введена в Зал славы XRCO, в 1990 году — в Зал славы AVN.

## Избранная фильмография
- Chris Cassidy Collection[9],
- Double Pleasure[10],
- Eruption[11],
- Hot Pink[12],
- Legends of Porn[13],
- Love You[14],
- Misbehavin'[15],
- One and Only[16],
- Senator’s Daughter[17],
- Swinging Sorority[18],
- Vanessa’s Anal Fiesta[19],
- Мир секса[20].